# 303 г. пр.н.е.
303 (триста и трета) година преди новата ера (пр.н.е.) е година от доюлианския (Помпилийски) римски календар.

## Събития

### В Гърция
- Деметрий I Полиоркет прогонва силите на македонския цар Касандър от Коринтския провлак.[1]

### В империята на Селевкидите
- Селевк I Никатор сключва компромисен мирен договор с Чандрагупта като му предава територии на изток в Паропимасад, Арахозия и Гедрозия в замяна на 500 слона.[2]

### В Римската република
- Консули са Сервий Корнелий Лентул и Луций Генуций Авентиненсис.
- Основани са латински колонии в Сора и Алба Фуценс.[3]
- Градовете Требула Суфенас и Арпинум получават граждански права без право на глас (civitas sine suffragio).[3]

### В Южна Италия
- По молба на Тарент спартанците изпращат Клеоним, за да им помогне в борбата с луканите. Той постига известен успех като завладява Метапонтум, но скоро вниманието му е приковано към дейности извън Италия като това да превземе остров Коркира. Това предизвиква недоволство на Тарент, който се обръща за помощ към тирана на Сиракуза Агатокъл.[4]